# Faiz bin Khaleed
Faiz bin Khaleed Dr. (Kuala Lumpur, 1980. szeptember 15.–) malajziai kiképzett orvos űrhajós.

## Életpálya
Orvos diplomáját megszerezve a malajziai Királyi Légierő orvosa.
Malajzia 18 darab Szu–30MKM vadászbombázó repülőgépet vásárolt, az üzlet részét képezte kettő űrhajós kiképzése és egynek az űrállomásra juttatása. A Nemzeti Űrügynökség (Angkasa) választotta űrhajósnak. Az első malajziai aki az űrben járt. 2006. január 9-től részesült űrhajóskiképzésben. A Jurij Gagarin Űrhajós Kiképző Központban kapott kiképzést, sikeres vizsgák után megkezdhette szolgálatát. Muszlim vallását elősegítve egy 18 oldalas részletes útikönyvet kapott – Iránymutatások iszlám ima gyakorlásához a Nemzetközi Űrállomáson. 2007. október 21-én köszönt el az űrhajósoktól.

## Tartalék személyzet
Szojuz TMA–11 küldetésen Sheikh Muszaphar Shukor űrhajós kapott bizalmat. Kiképzett űrhajósként a tartalék pozíciót kapta.

## Szakmai sikerek
- Viselheti az űrhajós jelvényt.
- Több katonai, polgári kitüntetésben, valamint űrhajós szolgálati elismerésben részesült.